# Monet (cratère)
Pour les articles homonymes, voir Monet.
Monet est un cratère d'impact présent sur la surface de Mercure. 
Le cratère fut ainsi nommé par l'Union astronomique internationale en 1979 en hommage au peintre français Claude Monet. 
Son diamètre est de 203 km. Il se situe dans le quadrangle de Victoria (quadrangle H-2) de Mercure.